# Bollmannia chlamydes
Bollmannia chlamydes is een  straalvinnige vissensoort uit de familie van grondels (Gobiidae). De wetenschappelijke naam van de soort is voor het eerst geldig gepubliceerd in 1890 door Jordan. Ze komt voor in de Stille Oceaan voor de kust van Colombia.
De soort staat op de Rode Lijst van de IUCN als niet bedreigd, beoordelingsjaar 2007.